# Ливадица
Ливадица (Ливадице; алб. Livadica, Livadicë) је насељено место у општини Подујево, Косово и Метохија, Република Србија. Код Ливадица 16. фебруара 2001. албански терористи су дигли аутобус Ниш Експреса у ваздух и том приликом је погинуло 12 а повређено 43 расељених Срба који су кренули на Задушнице у Грачаницу.

## Демографија
| Демографија | Демографија | Демографија |
| Година      | Становника  | Становника  |
| ----------- | ----------- | ----------- |
| 1948.       | 203         |             |
| 1953.       | 220         |             |
| 1961.       | 206         |             |
| 1971.       | 135         |             |
| 1981.       | 209         |             |
| 1991.       | 302         |             |